# Rue Liard
La rue Liard est une voie du 14e arrondissement de Paris, en France.

## Situation et accès
La rue Liard est une voie publique située dans le 14e arrondissement de Paris. Elle débute au 78, rue de l'Amiral-Mouchez et se termine au 1, rue de la Cité-Universitaire.
La rue Liard est desservie à proximité par la ligne 3a du tramway d'Île-de-France et par la ligne B du RER, à la gare de Cité universitaire.

## Origine du nom
Elle porte le nom du philosophe et administrateur français Louis Liard (1846-1917) qui fut recteur de l'Académie de Paris. 

## Historique
Cette voie ouverte en 1924 par la Ville de Paris prend sa dénomination actuelle par un arrêté du 25 janvier 1926.

## Bâtiments remarquables et lieux de mémoire
- No 3 : domicile du peintre Pinchus Krémègne (1890-1981), de 1966 à la fin de sa vie[1].